# Salifou Lindou
Salifou Lindou (Foumban, 1965) è un artista camerunese.

## Biografia
Salifou Lindou nasce nel 1965 a Foumban, in Camerun. Risiede e opera a Douala e vive nel quartiere di Bonamouti. È tra i promotori del Cercle Kapsiki e partecipa alle Scenografie urbane a Douala nel 2003. Nel 1998 partecipa a Dak'art.

## Attività
Salifou Lindou è pittore e scultore. Il suo lavoro è il risultato di una sperimentazione di materiali, a volte di recupero. Tra i materiali usati vi è tela, terra, cuoio, vetro, acciaio, tela di iuta, plastica, alluminio. Per le Scenografie urbane di New Bell (un quartiere di Douala), Salifou Lindou produce una torre di pannelli di alluminio.

### Face à l'eau
Face à l'eau è un'opera di arte pubblica permanente prodotta per la seconda edizione di SUD-Salon Urbain de Douala, all'interno dei Liquid projects; è stata commissionata da doual'art e prodotta nel quartiere di Bonamouti a Douala. L'opera è composta da una scala realizzata con pneumatici di automobile e cemento, e da una serie di cinque pannelli verticali realizzati in legno, metallo e plastica colorata ed è collocata di fronte al fiume Wouri. I pannelli più alti raggiungono tre metri e settanta di altezza e sono disposti in modo tale che da lontano diano l'impressione di essere un unico paravento. La realizzazione dell'opera è stata avviata con la produzione di un prototipo ed è stata accompagnata da una serie di laboratori di arte e grafica realizzati nel quartiere di Bonamouti e dedicati a una ventina di giovani partecipanti che hanno accompagnato l'artista nella scelta delle forme utilizzate nel plexiglas dei pannelli. Il luogo dove è collocata l'opera è un accesso al fiume, dove i pescatori si recano per lavarsi dopo aver ritirato le pagode. 

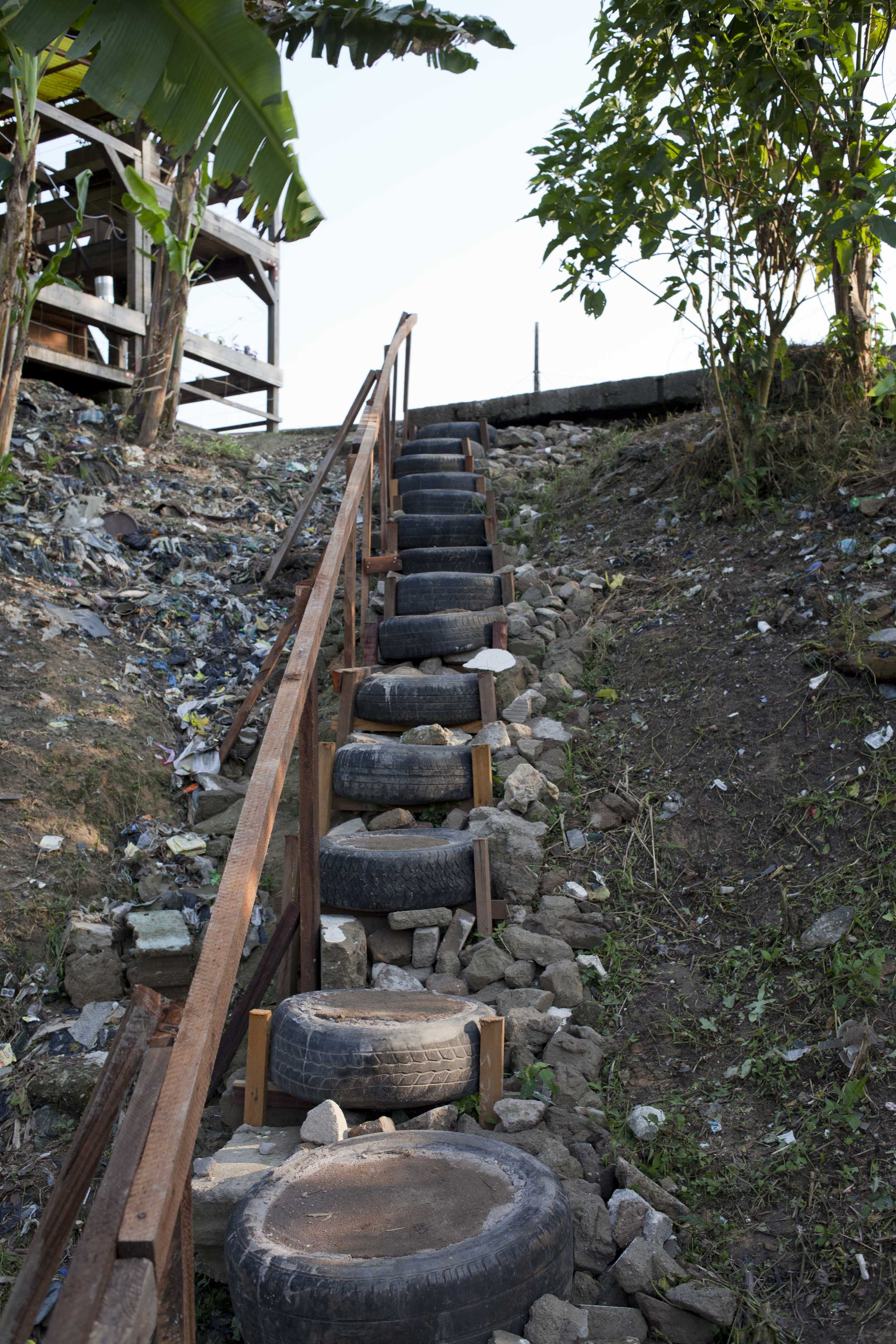
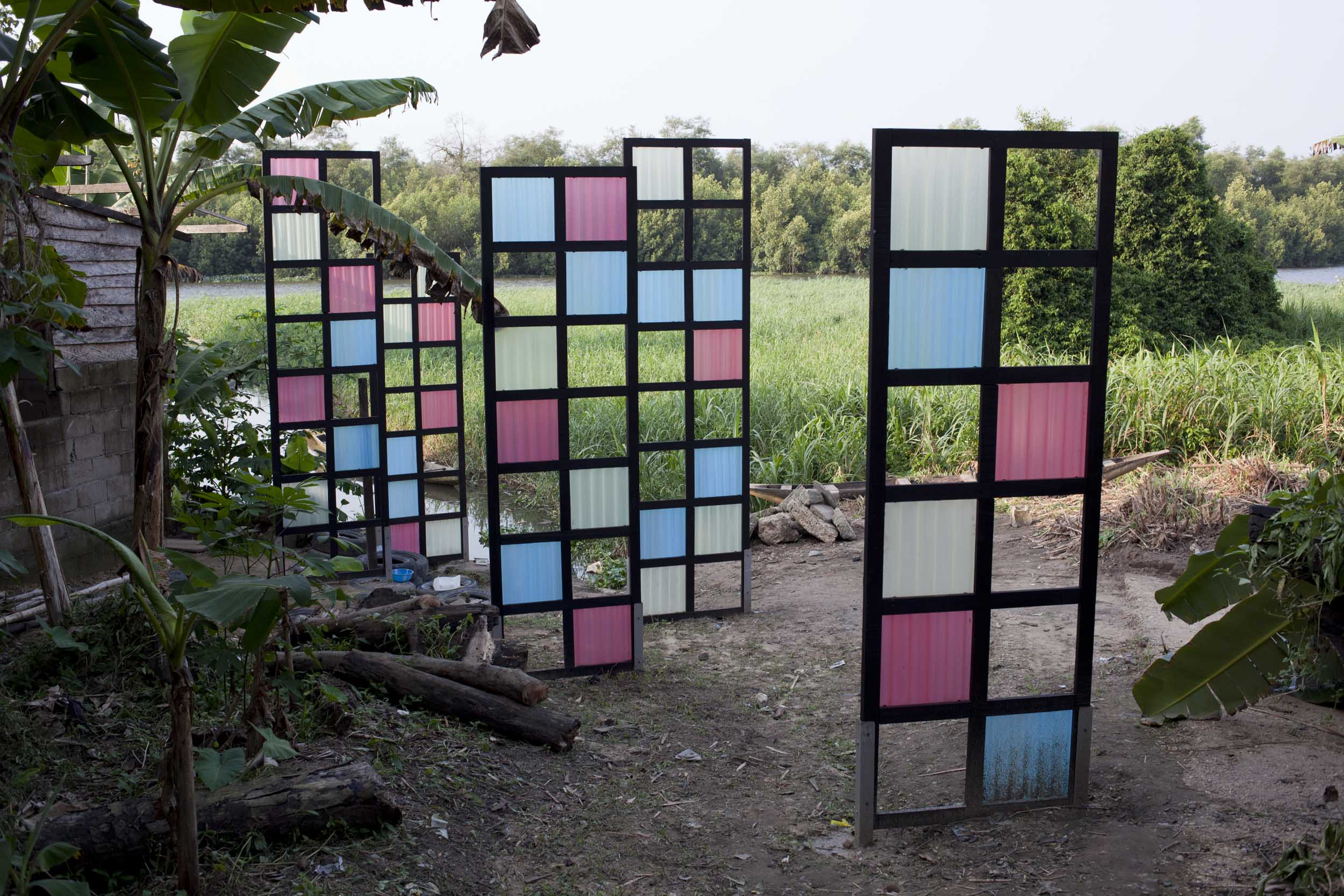
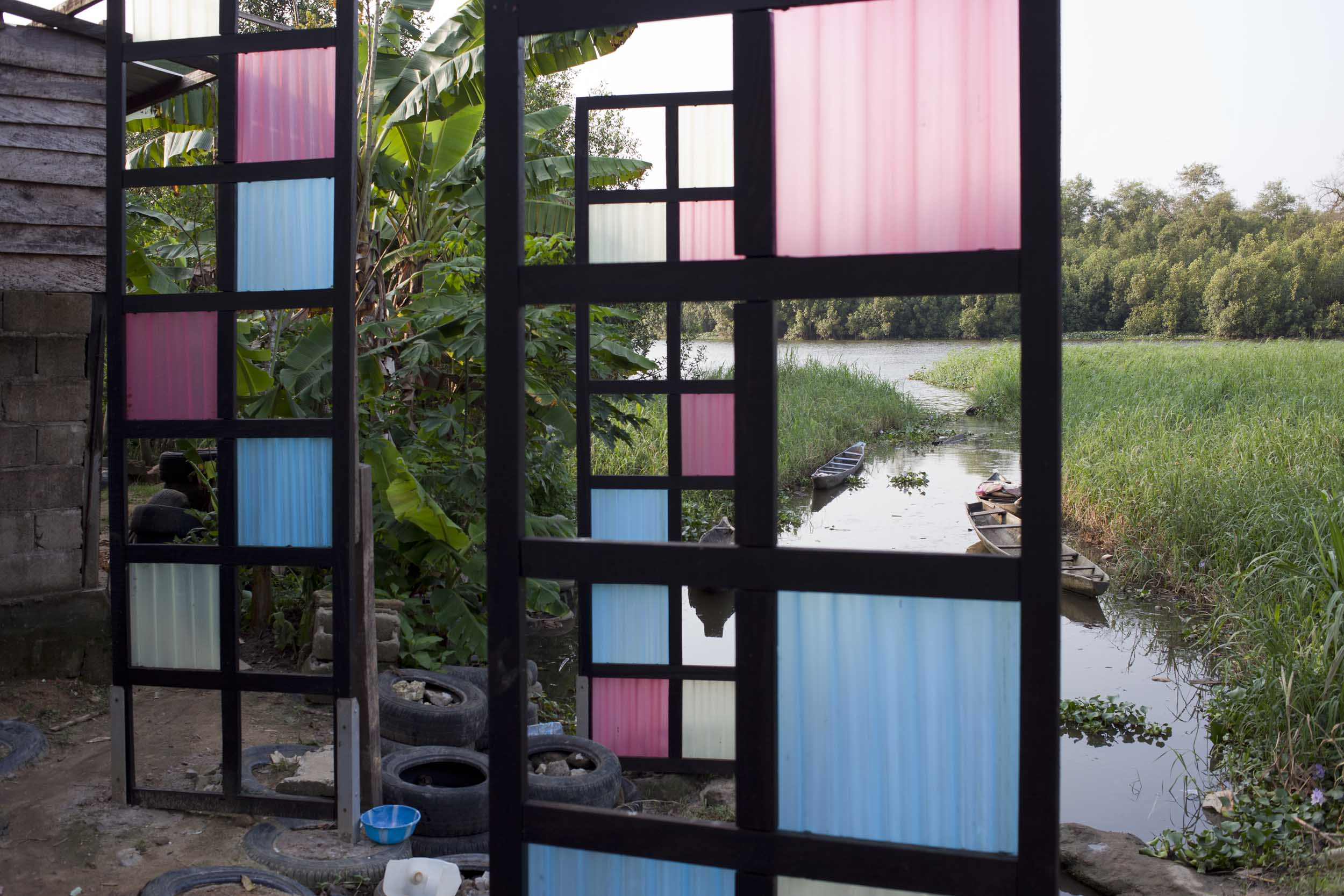
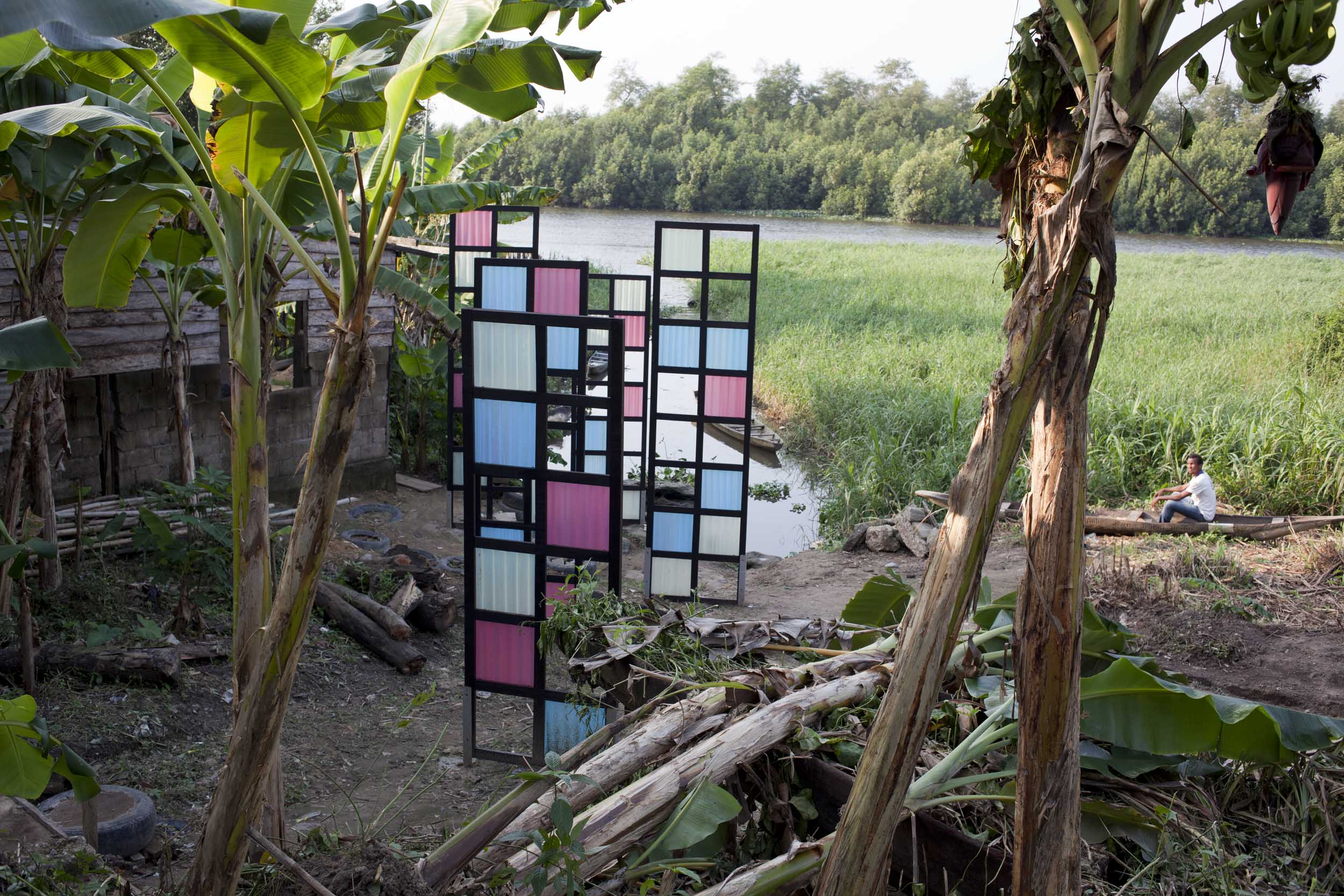
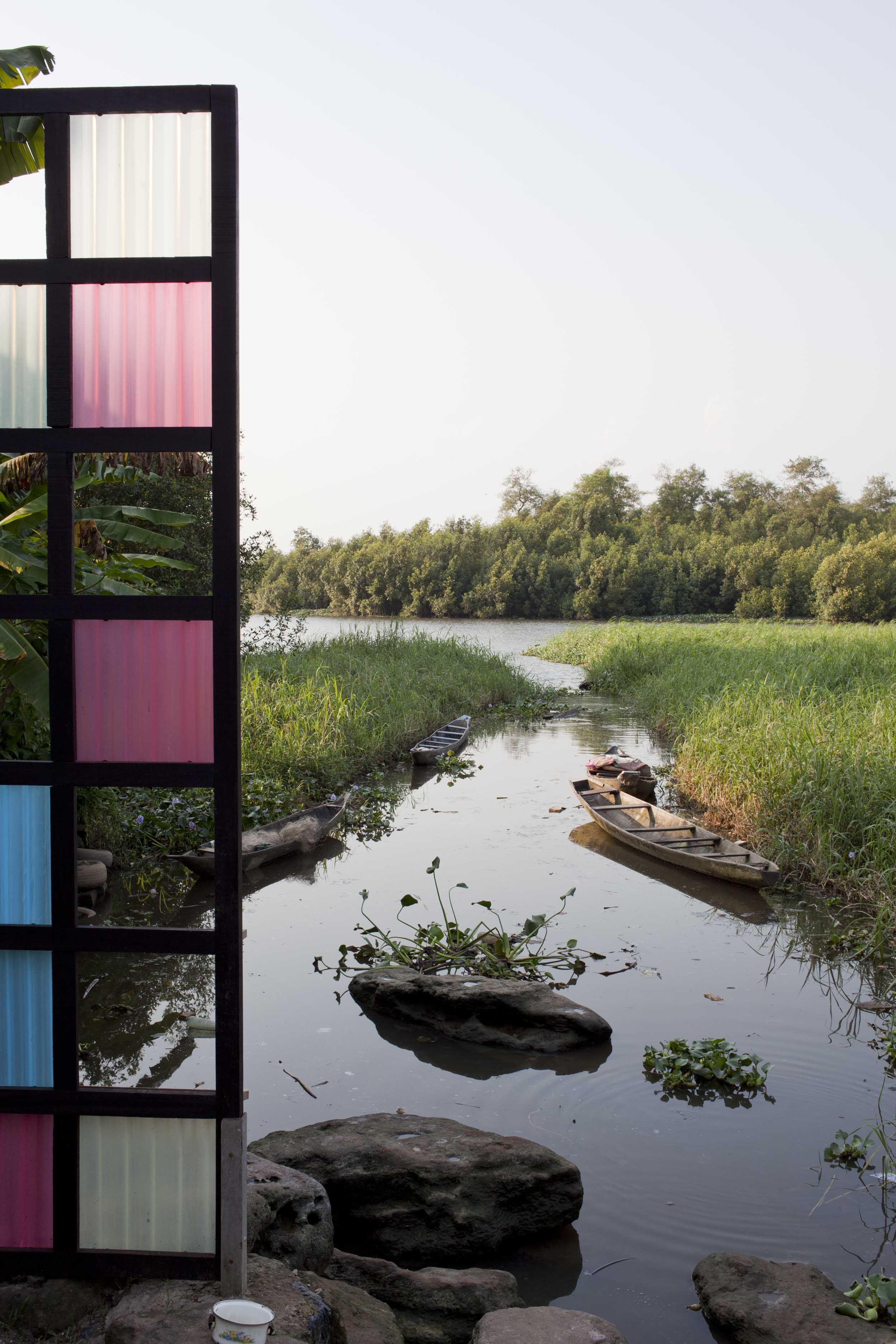

## Esposizioni
- SUD-Salon Urbain de Douala, promosso da doual'art, Douala, 2010.
- Cameroonian Touch.2, Espace doual'art, Douala, 2010.
- avant c'était avant, kunstraum muenchen, Munich, 2009.
- Emotions partagées, Espace doual'art, Douala, 2009. Insieme a Christian Hanussek.
- home visit#8-Förderkoje, Berlin, 2007.
- ARCO, Fiera internazionale di arte contemporanea, Madrid, 2005.
- Piece Unique, Galleria Mam, progetto promosso dal Centro culturale francese di Douala, 2003.
- Scenografie urbane, New Bell, Douala, gennaio 2003.
- Dak'Art 1998-Dak'Art Biennale de l'art africain contemporain, Dakar, 1998.
- Tele Miso-Galerie Mam, Douala, 1996.